# Neijing Tu

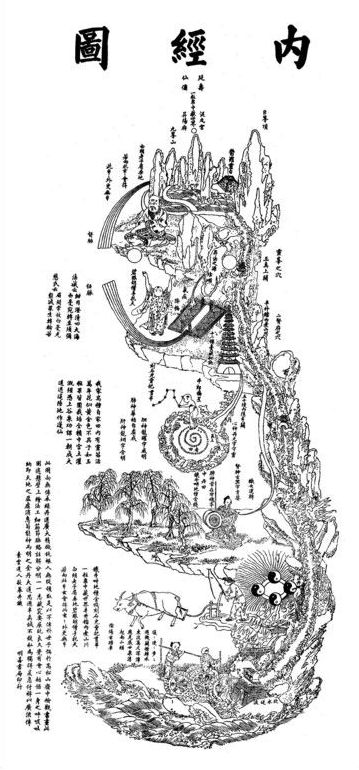
Diagramma del Neijing Tu

Il Neijing Tu (tradotto letteralmente come "Mappa del Corpo Interiore") è un antico testo taoista che rappresenta un diagramma complesso relativo alla pratica del Qigong e all'alchimia taoista. Il Neijing Tu esplora e illustra la connessione tra il corpo umano, l'energia vitale (Qi), i cicli stagionali e cosmici, offrendo una visione dell'universo in relazione all'essere umano e alla sua salute. La mappa è un simbolo della pratica interiore taoista, utile per la coltivazione dell'energia e lo sviluppo spirituale.
Il Neijing Tu rappresenta un'opera fondamentale per comprendere la visione taoista del corpo umano come microcosmo, interconnesso con le forze cosmiche e naturali. La sua struttura complessa e i simboli ricchi di significato offrono una guida spirituale e fisica per i praticanti, invitandoli a raggiungere l'armonia con l'universo e a percorrere un cammino di crescita interiore verso l'immortalità.

## Origini e Contesto
Il Neijing Tu ha radici nella tradizione alchemica taoista e nel pensiero filosofico legato all'armonia tra il microcosmo (l'essere umano) e il macrocosmo (l'universo). La sua data di composizione è incerta, ma si ritiene che il testo abbia avuto origine tra il periodo dei Sei Regni (221-589 d.C.) e la Dinastia Tang (618-907 d.C.). Il Neijing Tu è strettamente associato alla pratica taoista della "coltivazione interna" (nei dan), che mira a rafforzare il corpo e la mente tramite tecniche come la meditazione, la respirazione e l'alchimia interna.

## Struttura e Simbolismo
La mappa del Neijing Tu è una rappresentazione visiva di vari concetti taoisti, tra cui il flusso dell'energia vitale, la relazione tra i vari organi e meridiani del corpo, e la ciclicità delle stagioni. Al centro della mappa si trova il cuore, considerato il "centro" dell'essere umano e collegato all'energia cosmica. Come descritto nel Neijing Tu, il cuore è il maestro del corpo umano e guida tutte le forze interne: essenza, energia e spirito. Il cuore è rappresentato come una figura di grande importanza, simile al "sole" nel cielo, governando l'equilibrio tra gli altri organi e le forze energetiche del corpo.
Il Neijing Tu integra anche le teorie degli antichi testi taoisti, come il Huangting Neijing Jing (Scripture of Inner Luminaries of the Yellow Court), che attribuisce al cuore una figura divina chiamata Danyuan (Cinnabar Prime), la quale regola la salute e il destino degli esseri umani, proteggendo il corpo dalla decadenza. Inoltre, il diagramma è arricchito da immagini che simboleggiano le stagioni, i cicli solari e lunari, nonché la pratica alchemica interna (D).

## Relazione con le Stagioni e il Ciclo Solare
Nel Neijing Tu, la relazione tra il corpo umano e i cicli naturali è un tema centrale. Ogni stagione corrisponde a specifici organi e meridiani del corpo, e il diagramma descrive come l'energia dell'universo (Qi) fluisce all'interno del corpo umano, sincronizzandosi con il ritmo delle stagioni. La primavera, per esempio, è collegata al fegato e ai polmoni, mentre l'inverno è associato ai reni e al cuore. Le immagini di agricoltura, irrigazione e crescita vegetale simboleggiano il risveglio dell'energia yang nella primavera, un periodo di rinascita e rinnovamento.
Il Neijing Tu descrive anche un ciclo annuale in cui l'energia si muove attraverso vari nodi solari, come il solstizio d'inverno, il festival di Qingming (chiara e luminosa), e il ciclo di pioggia primaverile. Ogni nodo solare è connesso a particolari espressioni di energia interna, che devono essere coltivate e purificate per promuovere la salute e la vitalità.

## La Pratica dell'Alchimia Interna
Il Neijing Tu offre anche indicazioni per la pratica dell'alchimia interna (nei dan), un aspetto fondamentale del taoismo. L'obiettivo di questa pratica è trasformare l'energia del corpo (essenza) in spirito, elevando l'individuo a uno stato di immortalità spirituale. Le tecniche descritte nel Neijing Tu comprendono la respirazione profonda, la meditazione, e l'attivazione dei meridiani energetici del corpo. La mappa insegna ai praticanti come navigare i "tre cancelli" (le barriere energetiche), attraverso i quali l'energia deve passare per raggiungere la perfezione (D).
In particolare, il diagramma sottolinea l'importanza del Governance Vessel (Canale del Governante), che corre lungo la colonna vertebrale, e dei punti energetici principali che devono essere attivati per facilitare la trasformazione dell'essenza in energia spirituale. Il flusso di energia nel corpo è rappresentato come un percorso continuo che si ricarica attraverso l'interazione con i cicli cosmici e stagionali.

## Influenza e Rilevanza
Il Neijing Tu ha avuto un impatto significativo sulla tradizione taoista, specialmente nelle scuole che praticano l'alchimia interna e la meditazione. La sua influenza si estende anche alle pratiche di medicina tradizionale cinese e al Qigong, in cui i concetti di equilibrio energetico e connessione con l'universo sono vitali per la salute fisica e spirituale. La mappa rimane un'opera di riferimento per gli studenti avanzati del taoismo, nonché per chiunque sia interessato alla coltivazione dell'energia vitale e alla trasformazione interiore.